# Infinite volte (Giorgia)
Infinite volte è un singolo della cantante italiana Giorgia, pubblicato nel 2005 come unico estratto dall'album dal vivo MTV Unplugged..

## Descrizione
Il brano è stato scritto dalla cantante stessa insieme a collaborazione di Emanuel Lo ed è apparso successivamente anche nella raccolta Spirito libero - Viaggi di voce 1992-2008 del 2008.